# Welcome! (angelaのアルバム)
『Welcome!』（ウェルカム）は、angelaの11枚目のオリジナルアルバム。2023年10月25日にKING AMUSEMENT CREATIVEから発売された。

## 概要
- 前回オリジナルアルバム「Battle & Message」から約2年5ヶ月ぶりのアルバムリリース。
- 表題曲が収録されるのはこれが2度目[注 1]。
- アルバム内の曲のタイアップは、「でこぼこ魔女の親子事情」「AYAKA -あやか-」「最強陰陽師の異世界転生記」「乙女ゲームの破滅フラグしかない悪役令嬢に転生してしまった…X」「永遠の831」「蒼穹のファフナーTHE BEYOND」「蒼穹のファフナーBEHIND THE LINE」といったアニメ作品、BS11の番組「なすなかにしのゲームキングダム」、ラジオ「angelaのsparking!talking!show!」新エンディング。タイアップ曲は12曲中11曲。
- 初回限定盤のみ、Blu-ray付属。

## 収録曲
【CD】
| #         | タイトル                        | 作詞  | 作曲・編曲 | 時間  |
| --------- | ------------------------------- | ----- | ---------- | ----- |
| 1.        | 「Welcome!」                    |       |            | 3:14  |
| 2.        | 「AYAKASHI」                    |       |            | 3:57  |
| 3.        | 「OK!岡山」(angelaとはなわくん) |       |            | 4:25  |
| 4.        | 「今でも...」                   |       |            | 4:15  |
| 5.        | 「RECONNECTION」                |       |            | 3:43  |
| 6.        | 「アロハTraveling」             |       |            | 5:30  |
| 7.        | 「あなたがくれたヒカリ」        |       |            | 4:32  |
| 8.        | 「アンダンテに恋をして!」       |       |            | 3:54  |
| 9.        | 「Alone」                       |       |            | 4:10  |
| 10.       | 「ひとひらの未来」              |       |            | 4:00  |
| 11.       | 「Start again」                 |       |            | :4:08 |
| 12.       | 「Shangri-La 〜THE BEYOND〜」   |       |            | 4:40  |
| 合計時間: | 合計時間:                       | 50:36 |            |       |

【Blu-ray】（初回限定盤のみ)
- angela 20th Anniversary☆岡山凱旋2days LIVEメイキング映像(2023.5.20-21開催)
- 「今でも...」特別映像

## 楽曲解説
1. Welcome!
アニメ「でこぼこ魔女の親子事情」エンディング
  - アルバムタイトルを冠するリード曲。
  - KATSUの要望からエレクトロスウィングというジャンルに挑戦した[1]。
  - 歌詞は家族愛がテーマになっており、作品にまつわるフレーズなども含まれている。
  - 曲内のコーラスは、atsukoに加えてangelaがREAL AKIBA BOYZのライブに出演したときに知り合ったAiRyAが担当している[2]。
  - 「Loving home」の後に入る男声はKATSUの声[3]。
2. AYAKASHI
アニメ『AYAKA -あやか-』オープニング
  - 33rdシングル。
3. OK!岡山
ラジオ「angelaのsparking!talking!show!」新エンディング
  - angelaとメジャーデビュー日が同じ、など、angelaと縁が深いはなわとのコラボ楽曲。
  - angelaから「岡山あるある」をネタ帳にしてはなわに提供し、様々な岡山あるあるが盛り込まれている。
  - 岡山弁を喋れるなら、岡山弁の部分があった方が面白いんじゃないか？という思いがあり、曲の途中にatsukoが岡山弁で歌う場面がある。
4. 今でも...

  - このアルバム唯一のノンタイアップ曲であり、初めてのノンタイアップデジタルシングル。
  - 当時シングルとしてリリースされた2023年5月21日は、angelaがデビューした2003年5月21日からちょうど20年が経った日。しかし、配信は5月21日の24:00からとなっており、実質的なリリース日は2023年5月22日になっている。
  - インディーズ時代の楽曲のセルフカバーは7曲目である[注 2]。
  - 今アルバムに入れる楽曲を選ぶ際、岡山に関する楽曲を入れたいという希望があり選ばれた。これは、歌詞にatsukoが高校生の頃自転車に乗ってバンドの練習に行っていた思い出を歌っている部分があるためである[4][注 3]。
  - 初回限定盤付属のBlu-rayに収録されている特別映像は、岡山のライブの前に一度帰って同じ道を自転車で走ってる映像をリリックビデオふうにしている映像。余談だが、インディーズ時代の「今でも...」にもPVが存在する[5]。
5. RECONNECTION
アニメ「最強陰陽師の異世界転生記」オープニング
  - 32ndシングル。
6. アロハTraveling
「なすなかにしのゲームキングダム」1月期エンディングテーマ
  - 2022年8月20日リリースのデジタルシングル2か月連続リリース第二弾のデジタルシングル。
  - リリース時開催していたライヴ「angela Tourism -aLIVE & Message-」のテーマである「旅」に沿った楽曲。
  - Aメロとサビを繰りかえすヴァース‐コーラス形式が用いられており、Aメロ部分はもちろんのことサビは同じメロディながら全く違うアレンジがなされ10カ国＋1惑星、計14の音楽ジャンルが含まれている。
  - ワルツパートとフラメンコパートではKATSUの声が入っている[6]。
7. あなたがくれたヒカリ
「乙女ゲームの破滅フラグしかない悪役令嬢に転生してしまった…X」11話挿入歌
  - 2021年9月11日リリースのデジタルシングル。
  - キャラクターの心情を代弁するかのような、大切な人へ届けたい想いや葛藤を描いた儚くも情熱的なサウンドが特徴。
8. アンダンテに恋をして!
「乙女ゲームの破滅フラグしかない悪役令嬢に転生してしまった…X」オープニング
  - 31stシングル。
9. Alone
「なすなかにしのゲームキングダム」11月エンディング
  - デジタルシングル2か月連続リリース第一弾のデジタルシングル。
  - KATSUとともにアコースティックギターで作曲された。
  - atsukoがコロナウイルスに感染したときに仮歌を録音しそちらの方が良い、となり治る前にレコーディングがされた[7]。
  - リリースと同時にYouTubeにてMusic clipが公開された[8]。
10. ひとひらの未来
WOWOW開局30周年記念長編アニメ「永遠の831」主題歌
  - 2022年1月21日にデジタルリリースされたデジタルシングル。
  - YouTubeにてMusic Clipが公開され、歌詞と風景がクロスオーバーするような作品になっている[9]。
  - 渋谷愛ビジョン、ラジ館ビジョンにて1ヶ月間楽曲のCMが放映された。
11. Start again
「蒼穹のファフナーBEHIND THE LINE」主題歌
  - 2023年1月21日に配信リリースされたデジタルシングル。
  - 曲名「Start again」は、作品内の台詞やangelaからのファフナーへの思いから[10]。
12. Shangri-La 〜THE BEYOND〜
「蒼穹のファフナーTHE BEYOND」第十二話挿入歌
  - 6thシングル「Shangri-La」のヴォーカルを新たに収録、再ミックスした楽曲。
  - 第3弾EDテーマ「夜明け待ちのバラード」とともに2021年11月6日にデジタルリリースされた楽曲である。